# Korrespondenztheorie
Die Korrespondenztheorie der Wahrheit findet sich bei Vertretern des Realismus wieder. Danach sind Aussagen genau dann wahr, wenn sie mit den Tatsachen in der objektiven Welt übereinstimmen (korrespondieren). Sie wird in der Regel als Gegenposition zu den Kohärenztheorien der Wahrheit angeführt, die in der Kohärenz einer Aussage mit anderen Aussagen die Wahrheit einer Aussage, das entscheidende (oder nur ein ergänzendes) Kriterium oder ein Indiz für die Wahrheit einer Aussage sehen.
Eine Verschärfung der Korrespondenztheorie stellt die Bild-Theorie dar, die folgende Bedingungen als notwendig und hinreichend für Korrespondenz ansieht (siehe auch Isomorphismus):
Semantische GegebenheitDie Teilelemente der Aussage stehen für entsprechende Elemente der Tatsache.
StrukturgleichheitDie Teilelemente der Aussage sind untereinander genauso angeordnet wie die Teilelemente der Tatsache.

## Einwände
Mit der Korrespondenztheorie der Wahrheit ergeben sich eine Reihe philosophischer Probleme. Grundsätzliche Einwände des Skeptizismus: Zum einen lässt sich nicht entscheiden, ob es uns auch wirklich gelingt, Tatsachen so zu erkennen, wie sie tatsächlich sind, da psychische, soziale, historische, aber auch physische Faktoren (z. B. der Sinneswahrnehmung und der neuronalen Datenverarbeitung) die Erkenntnis von Tatsachen beeinflussen können und somit der Wahrheitsgehalt von Aussagen schwierig zu überprüfen ist. Genaugenommen müsste man die Wirklichkeit/Tatsache unabhängig von ihrem Erkannt- und Formuliertwerden erkennen, um sie dann mit der in eine Aussage gegossenen Erkenntnis zu vergleichen. Dieser Vergleich ist ersichtlich nicht durchführbar.
Spezielle Einwände:
- Eigenschaften und Relationen lassen sich nicht als Tatsachen verstehen.
- Auch nach einer Präzisierung durch die Bildtheorie ist der Korrespondenzbegriff noch zu unklar bzw. selbstbezüglich.
- Es gibt deutliche Anzeichen dafür, dass Tatsachen durch unsere Beobachtung selbst verändert werden (Wahrnehmungstäuschung).
- Es gibt keine neutrale Position außerhalb der eigenen Überzeugungen, von der aus man eine Übereinstimmung überprüfen könnte.
- Das Slingshot-Argument (oder „Steinschleuder-Argument“): Intensionalität von Aussagen ggü. Nichtintensionalität von Tatsachen.

Hauptsächlich einige dieser Gründe führen dazu, dass selbst Realisten nicht mit der oben beschriebenen einfachen Version der Korrespondenztheorie arbeiten, sondern meist mit Variationen des Grundmodells.